# 인화

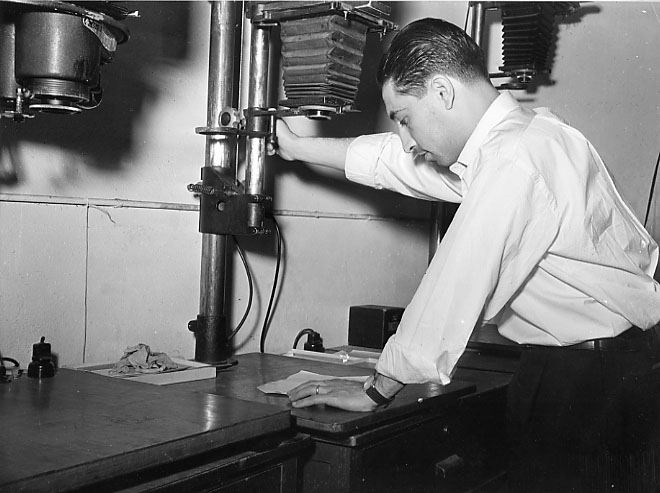

사진술에서 인화(print, Photographic print)는 네거티브(음화)를 통해서 종이에 이미지를 포지티브(양화)하는 것이다.
현대의 디지털 사진은 이미지 생성 방법에서 많은 가능성을 주는데 인화의 방법 또한 마찬가지이다. 빛에 의해 화학적으로 반응하는 종이(인화지)를 이용하는 필름의 방식과는 달리 현재의 디지털화된 이미지는 다양한 방법을 이용하여 인화할 수 있다.